# Tausend fenster
"Tausend fenster" (tradução portuguesa "Milhares de janelas") foi a canção que representou a Áustria no Festival Eurovisão da Canção 1968.
A canção fora a quarta a ser na noite (depois de Claude Lombard da Bélgica com "Quand tu reviendras" e antes de Chris Baldo & Sophie Garel do Luxemburgo com "Nous vivrons d'amour"). Ao fim da votação obteve 2 pontos, ficando em 13º lugar, entre 17 participantes.
A canção é uma canção do estilo chanson dramático, em que Gott observa sobre os efeitos isoladores da vida moderna antes de sugerir que a pessoa solitária na casa ao lado pode ser a pessoa que está destinado a ser.
A canção que se seguiu como representante austriaca no festival de 71 foi a música "Musik" interpretada por Marianne Mendt.